# فول أوت 3
فول أوت 3 (بالإنجليزية: Fallout 3) هي لعبة أكشن ومغامرات وما بعد كارثة، يمكنك لعبها من المنظور الأول أو المنظور الثالث إلا أن اللعبة مصممة أساساً للعب بالمنظور الأول.

## قصة
تجري أحداث اللعبة في عام 2277 ميلادي في عاصمة الولايات المتحدة الأمريكية واشنطن أو بالأحرى ما تبقى منها حيث أن الحرب العظيمة التي وقعت عام 2077 قد تركت أثراً بالغاً في كوكب الأرض حيث أصبحت المدن حطاماً والغابات أصبحت أرضاً قاحلة.مياهها أصبحت ملوثة إشعاعياً ولاتصلح للشرب ويفتقد الناس فيها إلى أبسط مقومات المعيشة. منظر اللعبة العام يبدو وكأنه في الخمسينات الم حيث تري سيارات قديمة وإعلانات قديمة وأجهزة إذاعة قديمة.
طبعاً يوجد في أعالي الجبال كهوف معدنية تسمى (الملاجئ) صممت قبل الحرب لأيواء الناس فيها حيث أنها متطورة جداً وفيها كل ما يحتاجه البشر للعيش فيها وبعد دخول الناس فيها أغُلقت ولم تفتح مرة أخرى وظلت كذلك لفترة تتجاوز العشر سنوات ولم يخرج منها أحد. تبدأ أحداث اللعبة بولادة بطل اللعبة (تستطيع أن تختار أن تكون رجلا أو أمرأة) داخل الملجئ رقم 101. تتوفى الأم وتبقى مع والدك وعند بلوغك تحصل جريمة قتل داخل الملجئ 101 ويصبح والدك المشتبه الرئيسي في الجريمة فيهرب من الملجئ الذي لم يخرج منه أحد ويتركك لوحدك. فتهرب أنت أيضاً من الملجئ محاولاً إيجاد والدك ومعرفة سبب تركه لك وهكذا تبدأ رحلتك. تكتشف في النهاية أحداثاً كثيرة أكبر بكثير مما حصل في الملجئ 101.

## أجواء اللعبة
في رحلتك الطويلة سوف ترى المدن المدمرة ومحطات الميترو المهدمة والبشر المشوهين، فعند خروجك من الملجئ لا يكون بحوزتك سوى مسدس وسوف تقابل قطاع الطرق والحيوانات المتوحشة والمخلوقات المشوهة والناس الذين ينشدونك من أجل مساعدتهم ويوجد الكثير من المهام الثانوية التي سوف تدر عليك بالمال والخبرة والعتاد ومما يميز اللعبة عن غيرها هي الموسيقى التي تدعو إلى التامل في المنازل المهدمة والناس المشردين والموسيقى الخاصة بالقتال ولحظات النصر والهزيمة.

## مزايا اللعبة
في اللعبة يمكنك ان تأخذ كل ما تراه لتستخدمه لاحقاً اما اسلحه أو معدات أو صحه، ولكن عند تخزينك للكثير من الأشياء ستبطئ شخصيتك يمكنك تخزين الأشياء في أحد الخزانات والعودة إليها لاحقاً بعد انهائك لما تريد.يمكنك التسلل من خلف الأعداء ويوجد شريط يعلمك حالتك الحالية اما متخفي أو ان هناك من لمحك أو انك في خطر، يمكنك ان تجعل اللعبة بمنظور الشخص الثالث لمشاهده شكل شخصيتك ومن ثم العودة لمنظور الشخص الأول يمكنك تغيير ملابس شخصيتك عند قتل الأعداء فيمكنك ان تأخذ ملابسهم.
و كل لبس وله مزايا حيث هناك ملابس تنقص من مقدار الضرر وهناك ما تزيد من سرعتك.
في بعض الأحيان ستجد أبواب مقفله ستحتاج إلى ان تقوم بفتح القفل عن طريق خبرتك حيث يجب توافر المعدات ثم تقوم بتحريك المعدات لتفتح القفل أو تقوم بفتحه بقوه ولكن احذر فقد ينكسر.
أيضا هناك بعض الأبواب المغلقه اليكترونياً ستحتاج إلى ان تقوم بختراق أجهزه الحاسوب ومن ثم ادخال الباسوورد عن طريق خبرتك وثم يفتح الباب ويمكنك السرقة والنوم كما يمكنك التنقل في العالم الواسع كما تشاء ولكن احذر فهناك الكثير من المخاطر.

## طريقة اللعب
نفس أسلوب ال Action RPG كذلك قامت شركة Bethesda بوضع كاميرات FPS أو ال First Person Shooter وكذلك كاميرات الTPS أو ال Third Person Shooter أضافة إلى الكاميرا العلوية من الجانب، كل هذا خاص لتلك اللعبة لترضى جميع الأذواق.
أيضا هناك نظام قتال يسمى"VATS" وهذا النظام أنصح بأستخدامه مع الأعداء القوية حيث يتيح لك أيقاف المعركة «أيقاف الزمن» لفترة تمكنك من التصويب على العدو وأصابته
طبعا إذا أصبته في ساقه سيصبح بطئ ولن يتمكن من اللحاق بك وإذا أصبته في يديه لن يحسن التصويب وإذا أصبته في الرأس يصاب بالعمى.

## فكرة عن الأسلحة
فأسلحة مثل Assault Rifle «بندقية» و 10mm sub-machinegun «رشاش ألي» تضعف قدراتها بمرور الوقت ما يعني أن معدل الطلاقات والدقة لأسلحتك سوف تقل. لا تقلق فهذين السلاحين الباليين بإمكان أن تقوم تفكيكهم ثم تجميعهم وتحويلهم لسلاح واحد فريد من نوعه.. وفي الأخير، هذا السلاح الثاني سوف يبلى وسيحتاج لعملية ترميم جديدة. بإمكانك التمتع بتجريب الأسلحة الجديدة الموجودة في اللعبة مثل قاذف اللهب مثلا. ولكن ما لفت انتباهنا سلاح يدعى Fat Man، قذفة قنابل نووية صغيرة، حيث تخلف وراء انفجارها غيمة نووية صغيرة ولكنها مدمرة. أما بقيت الأسلحة فبإمكانك صنعها بنفسك بشرط الحصول على مخطط التصميمي ليمكنك صنع أسلحة مثل القواذف الصاروخية والقنابل الانشطارية.

## نظام VATS
أي سلاح تستخدمه يمكنك الاستفادة من نظام VATS وهو اختصار لي (Vault-Tec Assisted Targeting System) سواء كنت تحارب بها وحوش عملاقة متحولة (Super Mutants) أو تستخدمها لإطلاق النار على غول بشع أو قتال بعض من مرتزقة الذين يعيشون في الأراضي المدمرة. حيث يمكنك هذا النظام من ايقاف المعركة في أي لحظة بالضغط على عصا الانالوج الأيمن من ثم التصوب على أعضاء معينة من الجسم - الرأس، اليدين، الرجلين، أو حتى الجذع - أو تحاول أن تصوب على سلاح العدو ليسقط من يديه. فإصابتك لأي منطقة أو عضو من الجسم سيفقده إمكانية الاستفادة من هذا الجزء من الجسم في الهجوم.فبإمكانك مثلا أن تطلق على أيديهم لكي تضعف من دقة إطلاقهم للنار، أوأن تطلق على أقدامهم لكي تبطء حركتهم، أو أن تصوب على صدورهم لتقليل من سرعة استجابتهم أو أن تعميهم بطلقة في الرأس. في المقابل سيحاولون هم فعل ذلك بك، لذا يجب عليك في المقابل ان تنتبه الحالة الصحية لكل عضو في جسدك وبشكل فردي. كل طلقة باستخدام نظام VATS ستأخذ من نقاط " Action Points " والتي تزيد فقط عندما لا تصوب أو تنجح في قتل أحدهم.

## الفترة الزمنية للعبة
إذا كنت تلعب اللعبة الأساسية فقط دون القيام بالمهام الفرعية فستستغرق حوالى من 20 إلى 25 ساعة
إذا كنت تلعب المهام الفرعية أضافة ل اللعبة الأساسية فستستغرق حوالى 100 ساعة
إذا قررت أن تستكشف الخريطة كاملة فربما تستغرق اللعبة سنة

## وصلات خارجية
قالب:Wikipedia books
- Fallout 3 Portal the Vault  [لغات أخرى]‏ Fallout wiki
- الموقع الرسمي
- فول أوت 3 على موقع IMDb (الإنجليزية)
- فول أوت 3 على موقع الموسوعة البريطانية (الإنجليزية)
- فول أوت 3 على موبي غيمز